# Án lệ 15/2017/AL
Án lệ 15/2017/AL về công nhận thỏa thuận miệng của các đương sự trong việc chuyển đổi quyền sử dụng đất nông nghiệp là án lệ công bố thứ 15 thuộc lĩnh vực dân sự của Tòa án nhân dân tối cao tại Việt Nam, được Hội đồng Thẩm phán Tòa án nhân dân tối cao thông qua, Chánh án Tối cao Nguyễn Hòa Bình ra quyết định công bố ngày 28 tháng 12 năm 2017 và có hiệu lực cho tòa án các cấp trong cả nước nghiên cứu, áp dụng trong xét xử từ ngày 15 tháng 2 năm 2018. Án lệ 15 dựa trên nguồn là Quyết định giám đốc thẩm số 394 ngày 23 tháng 8 năm 2012 của Tòa Dân sự Tòa án nhân dân tối cao về vụ án dân sự tranh chấp hợp đồng đổi đất tại Hà Nội, nội dung xoay quanh chuyển đổi quyền sử dụng đất nông nghiệp; chuyển đổi quyền sử dụng đất thực tế; và công nhận quyền sử dụng đất.
Trong vụ việc, nguyên đơn Trịnh Thị C khởi kiện bị đơn Nguyễn Minh T về việc yêu cầu hủy giao dịch dân sự đổi đất, hai bên trao lại những mảnh đất đã đổi trong quá khứ. Vấn đề dựa trên thỏa thuận trong quá khứ có liên quan tới chính sách khoán 10, các gia đình tự quản lý sản xuất và quá trình sử dụ canh tác thực tế lâu dài. Từ đây, vụ án được chọn làm án lệ để xác định hiệu lực thỏa thuận miệng theo tình huống thực tế trong giao dịch dân sự chuyển đất nông nghiệp.

## Nội dung vụ án
Tại Hoàng Mai, Hà Nội, có gia đình Trịnh Thị C (gọi tắt: bắt C) và gia đình Nguyễn Minh T (gọi tắt: ông T) ở hai khu đất cạnh nhau. Năm 1992, trong giai đoạn mà khoán 10 được ban hành cho đất nông nghiệp, hai gia đình đa thỏa thuận miệng về việc đổi đất hai bên để tiến hành canh tác. Sau đó, các vấn đề về kê khai sổ địa chính, phần đất mà bà C đổi cho ông T được ông T sử dụng tôn tạo nhiều hình thức trong một thời gian dài, về sau còn có cả việc giao cho vợ chồng con trai làm đất thổ cư. Nhiều năm sau, bà C có ý định đổi lại như cũ nhưng không được ông T đồng ý. Ngày 2 tháng 5 năm 2006, Trịnh Thị C khởi kiện bị đơn Nguyễn Minh T, đệ đơn gửi Tòa án nhân dân huyện Hoàng Mai về việc hủy giao dịch đổi đất, bên cạnh đó là các đương sự liên quan thuộc gia đình hai bên là Vũ Thị P, Nguyễn Minh Tr, Bùi Thanh H thuộc gia đình bị đơn; Trương Thị X, Trương Sỹ K, Trương Hồng T, Trương Thị H1, Trương Anh T, Trương Thuý N, Trương Quang K, Trương Thị H2. Vụ án dần được xét xử sơ thẩm rồi phúc thẩm ở Tòa án nhân dân thành phố Hà Nội, giám đốc thẩm ở Tòa Dân sự Tòa án nhân dân tối cao để đạt được nhận định cuối cùng cho vụ việc.

## Tranh tụng

### Nguyên đơn
Theo đơn khởi kiện và các lời khai khác trong quá trình giải quyết vụ án, nguyên đơn là Trịnh Thị C trình bày rằng: năm 1962, gia đình bà được chia 517 m² thuộc thửa số 28 tờ bản đồ số 04 tại khu vực K là loại đất 5% để canh tác. Mảnh đất này cạnh nhà Nguyễn Minh T (bị đơn). Theo bản đồ năm 1987, mảnh đất này thuộc hai thửa 158 và 159. Đầu năm 1992, gia đình Nguyễn Minh T có đề nghị bà tạm thời đổi mảnh đất 5% lấy mảnh đất được chia theo khoán 10 có diện tích 540 m² tại khu vực cánh đồng B của gia đình Nguyễn Minh T để tiện việc canh tác. Hai bên thỏa thuận miệng, không lập giấy tờ, đổi tạm thời khi nào cần thì báo trước một tuần sẽ đổi lại. Đến năm 1994, do nhu cầu sản xuất gia đình bà yêu cầu đổi trả lại đất nhưng gia đình Nguyễn Minh T không đồng ý. Bà có khiếu nại xã và huyện nhưng không được giải quyết dứt điểm. Do đó, bà đề nghị Tòa án buộc gia đình Nguyễn Minh T phải trả lại đất cho gia đình bà theo đúng quy định của pháp luật.

### Bị đơn
Bị đơn là Nguyễn Minh T trình bày rằng: theo chính sách khoán 10, Hợp tác xã Đ triển khai giao đất cho các hộ gia đình vào đầu năm 1991. Quá trình thực hiện chủ trương này, hợp tác xã có hướng dẫn để các hộ gia đình đổi đất cho nhau. Khoảng tháng 2 năm 1992, gia đình ông và gia đình bà C thỏa thuận miệng với nhau đổi đất như trình bày của nguyên đơn. Sau khi đổi đất, ông đã cải tạo thành ao và có chuyển hơn 10 ngôi mộ về nghĩa trang của thôn. Tháng 5 năm 1994, có chủ trương kê khai đất canh tác của từng hộ gia đình theo Luật Đất đai năm 1993 để vào sổ địa bộ thuế của từng gia đình. Lúc đó, bà C đã kê khai đất được đổi tại khu B, ông đã kê khai đất đổi của gia đình bà C cùng với diện tích gia đình ông đang sử dụng. Cuối năm 1994, Hợp tác xã Đ có văn bản giao đất cho các hộ, văn bản giao đất ghi gia đình ông và bà C đổi đất cho nhau. Gia đình ông đã trực tiếp canh tác từ năm 1992 cho đến nay. Vì vậy, ông không chấp nhận yêu cầu đòi đổi lại đất của nguyên đơn.

### Bên thứ ba
Người có quyền lợi, nghĩa vụ liên quan là Trương Thị H2 trình bày rằng: nguồn gốc đất tại khu vực K là của bố mẹ bà được cấp từ 1962. Sau khi bố mất thì đất này đứng tên anh là ông A. Năm 1990, 1991 có chia tách cho bà 100 m². Việc bà C đổi toàn bộ đất cho ông T là không đúng, nay bà yêu cầu đòi lại.

## Xét xử

### Sơ thẩm
Ngày 20 tháng 8 năm 2008, phiên sơ thẩm diễn ra tại trụ sở tòa ở ngõ 06 đường Bùi Huy Bích, phường Thịnh Liệt, quận Hoàng Mai, Hà Nội, Tòa án nhân dân quận Hoàng Mai quyết định: tuyên bố giao dịch dân sự đổi đất sản xuất nông nghiệp miệng giữa đất 5% và đất khoán 10 được xác lập giữa hộ gia đình bà C và hộ gia đình ông T vào tháng 2 năm 1992 là vô hiệu. Buộc hộ gia đình ông T phải trả lại cho hộ gia đình bà C đất 5% có diện tích 517 m² thửa số 28 tờ bản đồ số 04, bản đồ địa chính năm 1990 tại khu K nay là tổ 33 phường L, quận Hoàng Mai, Hà Nội.
Buộc hộ gia đình bà C phải trả lại cho hộ gia đình ông T đất khoán 10, diện tích 540 m² là một phần của thửa số 80 tờ bản đồ số 42-A2 (gọi tắt là tờ số 02) bản đồ địa chính lập năm 1994 tại khu B, phường L, quận Hoàng Mai, Hà Nội. Buộc bà C phải thanh toán tiền công tôn tạo đất bao gồm đào ao, tôn nền, cây trồng trên đất, tiền chuyển mồ mả tổng cộng là 112,817 triệu trả cho ông T. Bên cạnh đó, buộc đương sự liên quan là Nguyễn Minh Tr, Bùi Thanh H phải dỡ bỏ toàn bộ diện tích nhà cấp bốn xây thô là 75,28 m² xây trên diện tích đất 517 m² thuộc thửa đất tranh chấp để trả lại đất cho hộ gia đình bà C. Nguyễn Minh Tr, Bùi Thanh H không được đền bù diện tích nhà bị dỡ bỏ.

### Phúc thẩm và kháng nghị
Sau khi bản án sơ thẩm được tuyên, Nguyễn Minh T kháng cáo toàn bộ bản án sơ thẩm. Ngày 27 tháng 11 năm 2008, phiên phúc thẩm diễn ra tại trụ sở tòa ở số 43 đường Hai Bà Trưng, phường Trần Hưng Đạo, quận Hoàn Kiếm, Toà án nhân dân thành phố Hà Nội quyết định: giữ nguyên bản án sơ thẩm. Ngoài ra, Tòa án cấp phúc thẩm còn quyết định về án phí.
Sau khi xét xử phúc thẩm, Nguyễn Minh T có đơn khiếu nại đối với bản án dân sự phúc thẩm nêu trên. Ngày 2 tháng 8 năm 2011, Chánh án Tòa án nhân dân tối cao Trương Hòa Bình kháng nghị đối với bản án dân sự phúc thẩm nêu trên; đề nghị Tòa Dân sự Tòa án nhân dân tối cao xét xử giám đốc thẩm hủy bản án dân sự phúc thẩm và hủy bản án dân sự sơ thẩm; giao hồ sơ vụ án cho Tòa án nhân dân quận Hoàng Mai xét xử lại theo đúng quy định của pháp luật.

## Giám đốc thẩm
Ngày 23 tháng 8 năm 2012, với yêu cầu kháng nghị của Chánh án Tòa án nhân dân tối cao, Tòa Dân sự Tòa án nhân dân tối cao đã mở phiên xét xử giám đốc thẩm tại trụ sở tòa ở số 48 đường Lý Thường Kiệt, quận Hoàn Kiếm, Hà Nội. Tại phiên tòa giám đốc thẩm, đại diện Viện kiểm sát nhân dân tối cao đề nghị Hội đồng xét xử chấp nhận kháng nghị của Chánh án.

### Nhận định của Tòa án
Sau khi nghiên cứu hồ sơ vụ án và sau khi thảo luận, Hội đồng xét xử Tòa Dân sự nhất trí với nội dung kháng nghị nêu: có cơ sở để xác định việc đổi đất giữa các bên là trên cơ sở tự nguyện, xuất phát từ nhu cầu sử dụng canh tác của các bên. Sau khi đổi đất, hai bên đã đăng ký, kê khai, được ghi nhận tại sổ địa chính đối với diện tích đất đổi và trực tiếp canh tác, sử dụng ổn định, liên tục từ năm 1992 cho đến nay, quá trình sử dụng đất ông T đã di chuyển các ngôi mộ trên đất, cải tạo một phần thành ao cá.
Trong thực tế việc đổi đất có từ khoảng tháng 2 năm 1992, tuy nhiên các chứng cứ có trong hồ sơ thể hiện các bên tiến hành làm thủ tục đăng ký, kê khai các diện tích đất đã đổi tại chính quyền địa phương từ năm 1994, các thủ tục khác như giao giấy tờ đất, kê khai tính thuế cũng từ năm 1994. Tòa án cấp sơ thẩm và Tòa án cấp phúc thẩm căn cứ vào lời khai của bà C để xác định các đương sự đổi đất tạm thời, từ đó xác định việc đổi đất là trái pháp luật để hủy giao dịch đổi đất buộc các bên dỡ nhà giao trả đất cho nhau là không chính xác, gây xáo trộn không cần thiết việc sử dụng đất của các đương sự.

### Quyết định
Từ nhận định này, Tòa Dân sự Tòa án nhân dân tối cao ra quyết định: hủy toàn bộ bản án dân sự phúc thẩm số năm 2008 của Tòa án nhân dân thành phố Hà Nội và huỷ bản án dân sự sơ thẩm của Tòa án nhân dân quận Hoàng Mai, thành phố Hà Nội về vụ án tranh chấp hợp đồng đổi đất giữa nguyên đơn là Trịnh Thị C với bị đơn là Nguyễn Minh T. Giao hồ sơ vụ án cho Tòa án nhân dân quận Hoàng Mai, thành phố Hà Nội xét xử sơ thẩm lại theo đúng quy định của pháp luật.